# Iddon
Iddon (latino: Itonus, inglese: Ethan; 468) regnò sul Gwent.

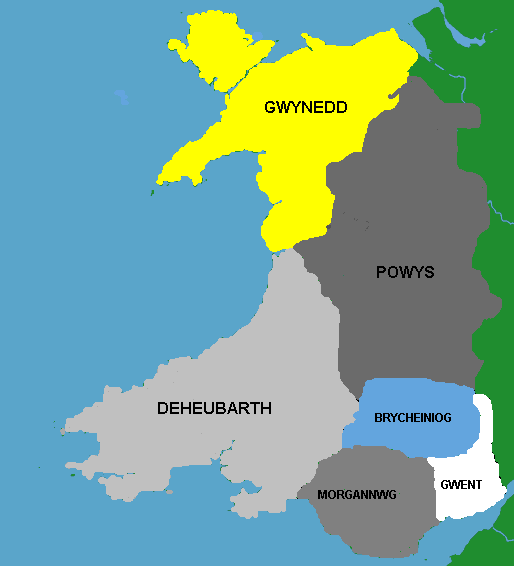
Regni medioevali del Galles.

Era figlio di re Ynyr Gwent e di Madrun. Si convertì al Cristianesimo agli inizi del VI secolo sotto san Beuno ed è ricordato come il maggior patrono della chiesa (poi cattedrale) di Llandaff. 
Il suo regno, che si trovava al confine con il territorio inglese, fu sempre esposto agli attacchi dei sassoni. Una battaglia contro questi ultimi fu combattuta a Llantilio Crossenny, dove, secondo la leggenda, vinse grazie alle preghiere di san Teilo. Un'altra tradizione racconta di come abbia viaggiato ad Aberffraw per vendicare l'assassinio di sua sorella Digwg, selvaggiamente uccisa dal marito dopo una visita nel Gwent. San Beuno riportò poi in vita la donna.